# Euborellia femoralis

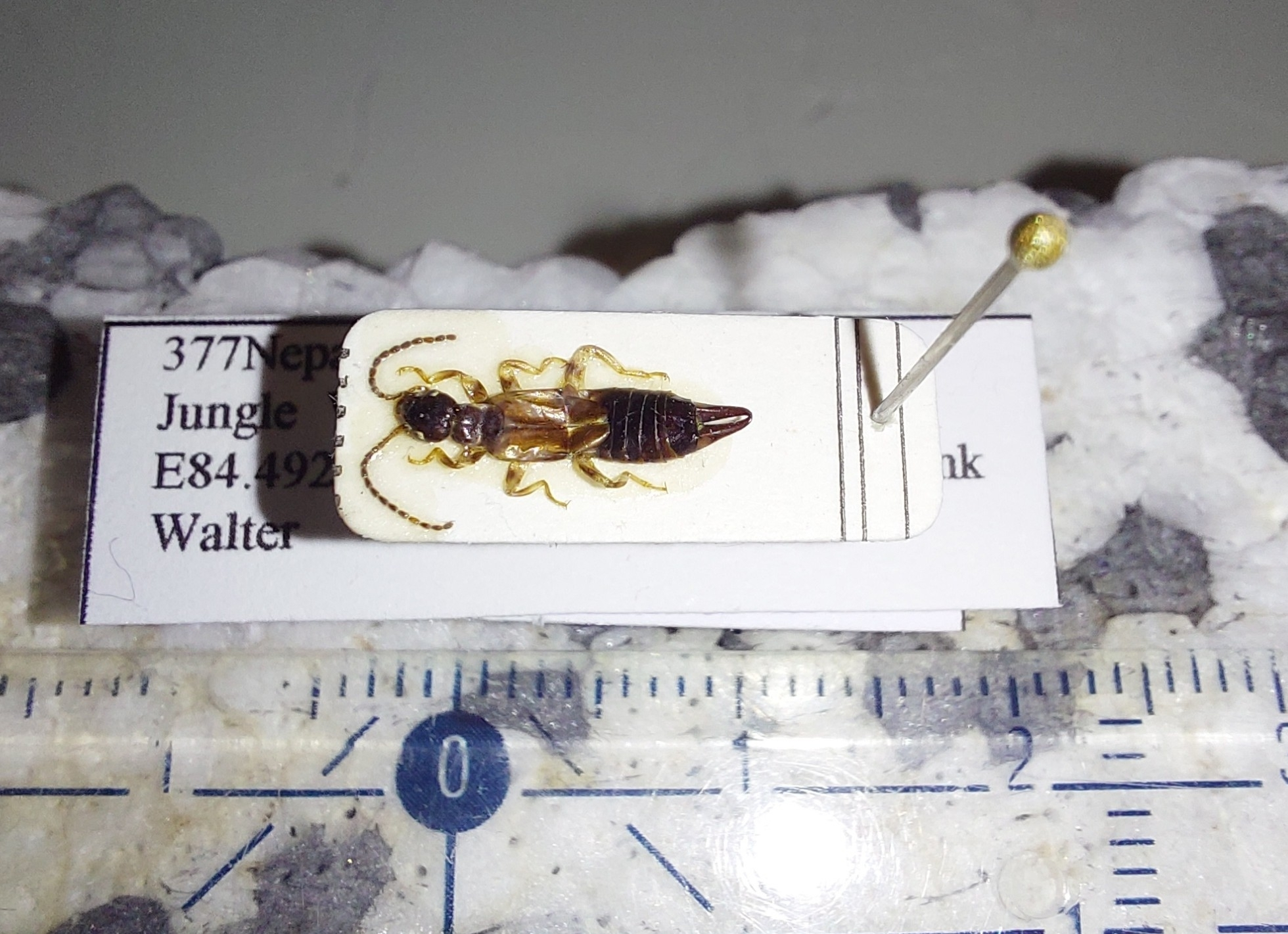
Präpariertes Exemplar

Euborellia femoralis ist eine Art der zu den Insekten gehörenden Ohrwürmer und kosmopolitisch verbreitet, mit einem Schwerpunkt in Südasien.

## Merkmale
Die Körperlänge beträgt bei den Männchen 9,9–16,5 mm und bei den Weibchen 10,4–15,5 mm, wobei sie laut Srivastava eher kleiner ist (9,9–11,7 mm) und nach Steinmann etwas größer (14–16,5 mm).
Die Färbung ist generell dunkelbraun bis schwarzbraun, aber der Kopf ist dunkler und schwärzlich. Die Oberfläche ist glänzend. Die Antennen sind dunkelbraun oder etwas heller, manchmal mit ein bis zwei gelbweißen Antennengliedern nahe der Spitze. Die Beine sind gelb, mit dunklen Ringen auf den Femora. Das Pronotum ist schwarzbraun, aber die Seitenränder sind gelblich. Die Elytren haben manchmal rötlichbraune Flecken, die Flügel sind dunkelbraun mit gelben Innenrändern und Basalrändern. Der Forceps ist dunkel rötlichbraun.
Der Kopf ist etwa so lang wie breit, der Frons konvex, die postfrontale und coronale Naht sind nur schwach ausgeprägt und der Hinterrand ist in der Mitte schwach ausgerandet. Die Augen sind mehr oder weniger hervorstehend, relativ groß und so lang wie das erste Antennenglied. Sie sind kürzer als der postokulare Bereich (Genae). Die Antenne besteht aus 16 oder 19 Gliedern, das erste Glied ist kräftig, etwas kürzer als der Abstand zwischen den Antennenbasen und leicht nach oben erweitert. Das zweite ist etwa so breit wie lang, das dritte ist lang und schlank und etwas mehr als doppelt so lang wie breit und das vierte ist etwas kürzer als das vorhergehende, kräftig und apikal leicht erweitert. Das fünfte ist etwas kürzer als das dritte und länger als das vierte Das sechste ist etwa so lang wie das dritte, aber an der Basis stark verschmälert, es verjüngt sich kontinuierlich und nimmt distal an Länge zu. Das Pronotum ist länger als breit, der seitliche Rand ist gerade und nach hinten hin leicht verbreitert, die hinteren Ecken sind breit gerundet. Die mediane Längsfurche ist deutlich vorhanden, Prozona und Metazona sind nicht klar differenziert. Die Elytren und Hinterflügel sind meist vollständig entwickelt, lederartig und glatt, es gibt jedoch auch Exemplare, die vollständig ungeflügelt sind. Die Beine sind typisch für die Gattung, das erste Segment der Hintertarsen ist etwas länger als das dritte.  Das Abdomen ist mehr oder weniger parallelseitig oder manchmal in der Mitte etwas erweitert und elliptisch. Die Tergite sind schwach konvex und fein punktiert. Die Tergite 7–9 besitzen seitliche Längsleisten (sind hinten spitzwinklig, gekielt und runzlig punktiert). Das letzte Tergit des Männchens ist breit mit einer deutlichen mittleren Längsfurche. Der Hinterrand des letzten Tergits ist im mittleren Bereich konkav. Die Zange des Männchens ist asymmetrisch, vergleichsweise kurz, an der Basis deutlich dreieckig und apikal zylindrisch und gekrümmt. Das vorletzte Sternit des Männchens ist nach hinten verengt, mit leicht abgestumpftem Hinterrand. Das letzte Sternit des Männchens ist quer, punktiert, dorsal schwach konvex, an den Seiten gerade, oberhalb der Zangenwurzel schwach geschwollen und hinten leicht verschmälert und am Hinterrand breit gerundet, vor allem in der Mitte aber kaum ausgerundet, dafür seitlich schräg und konkav. Die Weibchen gleichen beinahe den Männchen, doch sind die Seiten der Abdominalsegmente konvex, das vorletzte Sternit ist hinten in der Mitte stumpf, das letzte Tergit ist schwach quer und hinten stärker verschmälert und die Zange ist symmetrisch, spitz zulaufend, gerade und mit aneinander anliegenden Ästen.
Die männlichen Genitalien ähneln denen von Euborellia annulipes, aber die gezähnten Polster im Genitallobus sind rechteckig.

## Ähnliche Arten
Bei Euborellia annulipes ist das erste Antennenglied kürzer als das 2., 3. und 4. Antennenglied zusammen und der innere Teil der äußeren Parameren ist konkav. Die Art wurde aus Europa noch nie geflügelt gemeldet. Bei E. femoralis ist das erste Antennenglied etwa so lang wie das 2., 3. und 4. Antennenglied zusammen. Der hintere Rand des Metanotums ist abgerundet konkav in flügellosen Exemplaren, während er bei flügellosen Exemplaren von E. femoralis dreieckig konkav ist. Die männlichen Genitalien haben vollständige äußere Parameren, die nicht deutlich konkav sind, während E. femoralis konkave innere Teile an den Parameren besitzt.
Von Euborellia plebeja unterscheidet sich die Art durch die konvexen äußeren Winkel der Parameren und die vorhandene Carina auf dem 7. bis 9. Abdominalsegment, die in E. plebeja nicht vorhanden ist. Zudem hat die männliche Zange in E. plebeja einen großen Zahn am basalen inneren Rand und der Genitallobus hat keine gezähnten Polster, aber spezifische sklerotisierte Verzahnungen.
Euborellia cincticollis ist auch meist geflügelt und aus Afrika ins südliche Nordamerika eingeschleppt, wo die Art mittlerweile sehr verbreitet ist. Der Außenrand der äußeren Parameren ist bei E. cincticollis geschwungen, sie sind in der Mitte am breitesten. Das männliche letzte Tergit ist breit und die seitliche Längsfurche ist stark ausgeprägt.  Bei E. femoralis ist der Außenrand der äußeren Parameren nicht geschwungen, aber oval. Der Genitallobus ist vom Euborellia-Typ, mit gezähnten Polstern apical.
Auf Madagaskar unterscheidet sich die Art von Euborellia malgacha dadurch, dass die zentralen Parameralplatten dieser Art sehr breit und v-förmig sind. Der mittlere Einschnitt des vorderen Randes ist breit, die äußeren Parameren zitronenförmig. und vergleichsweise klein. Der Genitallobus besitzt spezifisch gezähnte Polster.
Euborellia annulata hat im Vergleich zu dieser Art nur schuppenförmige Elytrae (=wing flaps), wie auch Euborellia moesta. Es existieren weder komplett flügellose, noch vollständig geflügelte Arten. Zudem hat die männliche Zange keinen großen Zahn auf der Innenseite. Die männlichen Genitalien sind zudem sehr weit und der Genitallobus hat spezifische gezähnte Polster apical.
Euborellia arcanum ist immer flügellos, deutlich größer und besitzt Unterschiede an der Färbung der Beine, Zangen, Fühler und der Form der Zangen und des gesamten Körpers.

## Verbreitung
Die Art war ursprünglich in Süd- und Südostasien verbreitet, wurde aber in viele Teile der Welt eingeschleppt. In Eurasien findet sie sich von Griechenland im Westen bis China, zu den Philippinen, Sulawesi, Papua-Neuguinea und Sumba im Osten sowie von Kasachstan und Usbekistan im Norden bis nach Sri Lanka und Java im Süden. Im mediterranen Raum ist sie aus Griechenland (Zentralmakedonien, Magnisia, Rhodos), der Türkei (Westküste bei Izmir und Südküste bei Antalya und Anamur) sowie dem Norden Israels bekannt. In Zentralasien liegen die westlichsten Vorkommen bei Taschkent und im Nordwesten Indiens und Pakistans. Vermutlich ist die Art aber auch dazwischen verbreitet, so wird in der Wissenschaft über mögliche Ausbreitungswege vom Iran nach Europa diskutiert. Nördlich des Himalayas ist die Art nicht bekannt. Nach Amerika wurde die Art eingeschleppt und ist hier in Arizona und auf den Bahamas beheimatet, ebenfalls auf den Karibischen Inseln (z. B. Kuba, Puerto Rico, Guadeloupe, Jamaika, Barbados) und in Costa Rica. Auch auf Madagaskar und Mikronesien gibt es Vorkommen.
Ungeflügelte Exemplare sind bisher nur bekannt aus Südchina, Rhodos und Taschkent.

## Lebensweise
Auf iNaturalist wurde die Art zwischen Mai und November gefunden, vor allem im August. In den Tropen ist sie vermutlich ganzjährig zu finden.

## Taxonomie
Die Art wurde 1863 von Carl August Dohrn als Labidura femoralis erstbeschrieben. Die Typuslokalität befindet sich auf Sulawesi, das Typusexemplar ist ein Weibchen. Frühe Synonyme der Art sind Psalis femoralis Dohrn, 1879, Anisolabis stali de Bormans, 1900, Anisolabis minuta Caudell, 1907, beschrieben aus Costa Rica, Euborellia minuta Burr, 1910 und Landex femoralis Burr, 1915. Hebard stellte die Art mit ihrem originalen Art-Epitheton 1927 erstmals in die Gattung Euborellia. Spätere Synonyme sind zudem Euborellia plebeja Gurney, 1950 (gilt aktuell als eigenständige Art), Anisolabis femoralis Bey-Bienko, 1959, Euborellia kumaoensis Gangola, 1968, beschrieben aus Indien, Euborellia askotensis Gangola, 1968, beschrieben aus Indien, und erneut Euborellia femoralis Steinmann, 1979 mit einem weiblichen Holotyp aus Java. Die Art ist näher verwandt mit Euborellia annulipes als mit Euborellia plebeja.
Srivastava2003a